# Broad Daylight
Broad Daylight is een nummer van de Puerto Ricaans-Belgische zanger Gabriel Ríos uit 2004, opnieuw uitgebracht in januari 2006. Het is de tweede single van zijn debuutalbum Ghostboy en bevat een sample van Plástico, de salsaklassieker van Rubén Blades en Willie Colón uit 1978.

## Achtergrond
"Broad Daylight" werd in eerste instantie in 2004 uitgebracht. Hoewel de single toen weinig tot geen commercieel succes genoot, viel het bij de Nederlandse   filmmaker Theo van Gogh zó goed in de smaak dat hij het gebruikte in zijn film 06/05 over de moord op Pim Fortuyn. In zijn testament vermeldde Theo van Gogh dat "Broad Daylight" zou moeten worden gespeeld op zijn begrafenis. Na de moord op Theo van Gogh werd de single herhaaldelijk gebruikt voor achtergrondreportages over de moord. Hierdoor werd de single bij een select publiek steeds bekender.
Op 20 januari 2006 werd Broad Daylight opnieuw als single uitgebracht, na grote bekendheid te hebben verworven als muziek bij een radio -en televisie reclamespot van Appelsientje. 
In Nederland was de single in week 4 van 2006 de 657e Megahit op 3FM en werd opnieuw een hit. De single bereikte de 11e positie in zowel de publieke hitlijst, de Mega Top 50 op 3FM, als de Nederlandse Top 40 op Radio 538. In de Single Top 100 werd de 21e positie bereikt. 
Hoewel de single ook in Ríos' thuisland België veel bekendheid geniet en ook veel op de landelijke radiozenders gedraaid wordt, werd géén notering behaald in zowel de Vlaamse Ultratop 50 als de Vlaamse Radio 2 Top 30 en de Waalse Ultratop 50.
In de sinds december 1999 jaarlijks uitgezonden NPO Radio 2 Top 2000 van de Nederlandse publieke radiozender NPO Radio 2, stond de single uitsluitend van 2009 t/m 2011 in de lijst der lijsten, met als hoogste notering een 1191e positie in 2010.

## NPO Radio 2 Top 2000
| Nummer met noteringen in de NPO Radio 2 Top 2000 | '09  | '10  | '11  |
| ------------------------------------------------ | ---- | ---- | ---- |
| Broad Daylight                                   | 1534 | 1191 | 1477 |

1. ↑  Een vetgedrukt getal geeft de hoogste notering aan.
2. ↑  2009 was het eerste jaar met een notering voor dit nummer.
3. ↑  Deze tabel is bijgewerkt tot en met de laatste editie (2024).